# Synastrie
Synastrie is een tak van de astrologie die relaties en de compatibiliteit van die relaties onderzoekt door de horoscopen van de partners te vergelijken. Vaak wordt bij de analyse ook een 'samengestelde horoscoop' opgesteld. Deze relatiehoroscoop is een kaart van het hemelgewelf waarin de planeten en andere belangrijke elementen uit de beide horoscopen worden ingetekend. Op een populair niveau wordt hiermee ook de zonneteken-astrologie bedoeld waarbij de compatibiliteit van de tekens onderling wordt beschreven.

## Methode
Uit de posities van planeten en belangrijke punten zoals de ascendanten van de partners, maakt de astroloog dan gevolgtrekkingen volgens de regels van de relatiehoroscoop. Daarbij geldt bijvoorbeeld net zoals in andere horoscoopinterpretaties dat sextielen, conjuncties en driehoeken als gunstige aspecten (verbindingen) worden beschouwd:
- sextiel: 60 graden verbinding tussen twee punten, gemeten langs de ecliptica (voorgesteld door het horoscoopwiel)
- driehoek: 120 graden
- conjunctie: 0 graden. De twee punten liggen vanuit de aarde gezien op korte afstand van elkaar of staan op dezelfde positie

Maakt bij een relatiehoroscoop de Mars van de man bijvoorbeeld een driehoek met de Venus van de vrouw, dan wordt dit als een uitermate gunstig 'liefdesaspect' beschouwd. Staan ze vierkant op elkaar (90 graden), dan is dit een indicatie dat de relatie tumultueus en moeilijk zal verlopen. 

Een zeer sterke indicatie voor een diepe en intuïtieve relatie is de conjunctie Venus (van de ene partner) - Mars (van de andere partner) evenals de conjunctie Zon - Maan. 
Behalve de aspecten bekijkt de sysnastrie-astroloog onder meer ook welke planeten in welke huizen vallen, en welke huizen in de relatie benadrukt zullen worden. Zo zou een benadrukt 7de huis (volgens de astrologische methode) kunnen wijzen op een wederzijds liefdevolle relatie, terwijl wanneer veel planeten van de vrouw  in het tiende  huis (aanzien, carrière) van de man  'vallen', dit erop kan wijzen dat de vrouw een sterke invloed zal uitoefenen op de status van de man.